# Гоенберг-ан-дер-Егер
Гоенберг-ан-дер-Егер (нім. Hohenberg an der Eger) — місто в Німеччині, розташоване в землі Баварія. Підпорядковується адміністративному округу Верхня Франконія. Входить до складу району Вунзідель. Складова частина об'єднання громад Ширндінг.
Площа — 8,19 км2. Населення становить 1442 ос. (станом на 31 грудня 2020).